# كلوديا ليندسي
كلوديا ليندسي (بالإنجليزية: Claudia Lindsey)‏ هي مغنية أوبرا أمريكية، ولدت في عقد 1930.

## وصلات خارجية
- كلوديا ليندسي على موقع ميوزك برينز (الإنجليزية)